# Phytocoris brimleyi
Phytocoris brimleyi är en insektsart som beskrevs av Knight 1974. Phytocoris brimleyi ingår i släktet Phytocoris och familjen ängsskinnbaggar. Inga underarter finns listade i Catalogue of Life.